# Chiesa di San Giuseppe Calasanzio (Cagliari)
La chiesa di San Giuseppe Calasanzio si trova a Cagliari in piazzetta San Giuseppe, adiacente alla torre dell'Elefante, nel Castello.
La chiesa è affiancata dal vasto complesso dell'ex collegio degli scolopi, che oggi ospita il liceo artistico statale.
I lavori di costruzione iniziarono nel 1663 e terminarono nel 1735. Nel 1943, in seguito ai bombardamenti, l'edificio riportò gravi danni. Restaurata e riaperta al culto nel dopoguerra, venne nuovamente chiusa negli anni '70. Da allora, causa interminabili lavori di restauro, il monumento non è visitabile.

## Storia
I lavori iniziarono nel 1663, dopo lo sblocco delle costruzioni adibite a luogo di culto che sino a quell'anno erano state proibite. La conclusione dei lavori avviene solo nel tardo 1735 a causa di una lunga pausa per motivi imprecisati nel primo ventennio del XVIII secolo. I bombardamenti dell'ultimo conflitto mondiale hanno colpito anche la chiesa in questione, che ha riportato danni devastanti. Solo negli anni 1948 - 1952 è stata ricostruita dal Genio Civile, ma nuovamente, al giorno d'oggi, risulta in totale stato di abbandono.

## Descrizione

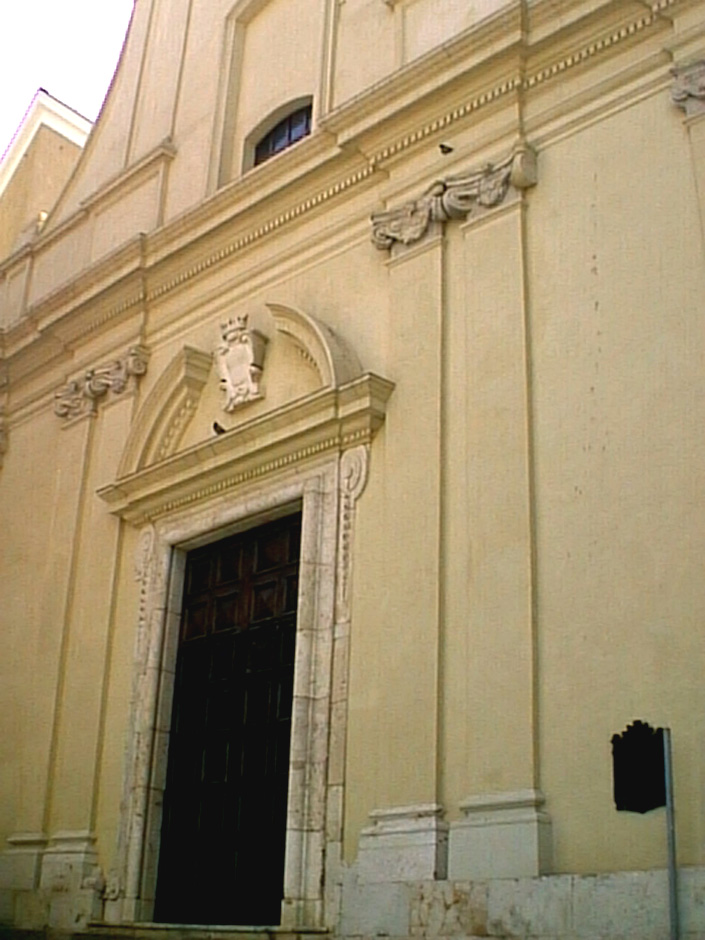
Portale sormontato dallo stemma degli scolopi

L'edificio presenta notevoli differenze dai precedenti luoghi di culto cagliaritani, probabilmente volute dagli scolopi per adempiere alle funzioni di "educazione popolare", oltre che di culto. Questo particolare non esclude la somiglianza quasi gemellare con tutte le altre costruzioni degli scolopi nel resto d'Italia, spesso immutevoli se non per qualche dettaglio all'interno influenzato dalla cultura locale.
In stile barocco, la chiesa si presenta con un armonioso prospetto principale dal terminale piatto, scandito da lesene con capitelli di ordine ionico. Il portale è sovrastato da un timpano a cornice curva spezzata, con all'interno lo stemma degli scolopi. La facciata presenta forti analogie con quella della Chiesa di San Domenico a Chieti.
L'interno è a unica navata voltata a botte, con tre cappelle intercomunicanti ai lati e profondo presbiterio coperto da cupola su tamburo ottagonale. È stato più volte osservato che l'impostazione tecnica della cupola è simile a quella del duomo di Cagliari.
Il tempio era arricchito da numerose opere d'arte, alcune delle quali andate perdute, altre attualmente custodite in diverse chiese cittadine. Nella chiesa si trovano ancora l'imponente altare maggiore, opera risalente al 1777, dello scultore Giovanni Battista Franco, in marmi policromi e il pulpito marmoreo dello stesso periodo.
L'ultima cappella a destra custodisce una delle bombe cadute sul collegio nel 1793, durante l'assedio delle truppe francesi nel tentativo di conquistare Cagliari, corredata da una lapide a ricordo dell'evento.
La sacrestia è ornata da interessanti arredi lignei e affreschi che rappresentano la fondazione dell'Ordine degli scolopi.